# Straßenbahn Diedenhofen und Fentschtalbahn

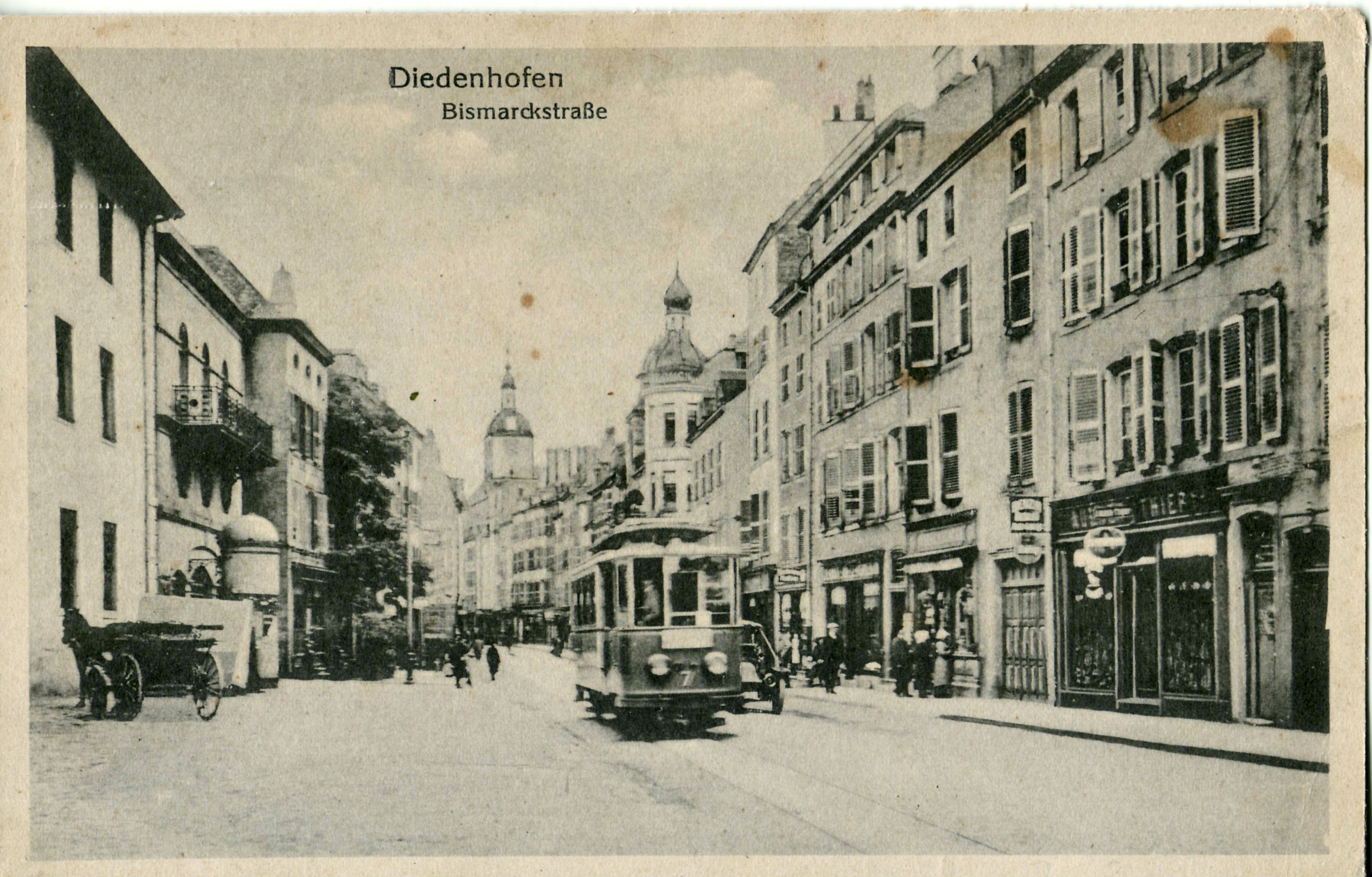
Bismarckstraße in Diedenhofen mit Straßenbahntriebwagen (vor 1919)

Die ehemalige Straßenbahn Diedenhofen (Thionville) und die Fentschtalbahn wurden durch eine Kaiserliche Verordnung vom 17. Oktober 1911, als Lothringen ein Teil des Deutschen Reichs war, genehmigt und am 8. Mai 1912 von der Lothringischen Eisenbahn-AG in Betrieb genommen.

## Stadtnetz und Fentschtalbahn
Diedenhofen mit rund 14.000 Einwohnern war der Mittelpunkt der lothringischen Stahlindustrie und ein bedeutender Bahnknotenpunkt.
Das in Meterspur angelegte Netz umfasste 
- eine 4,4 Kilometer lange Stadtlinie, die zum 8. Mai 1912 von der Deutschen Eisenbahn-Betriebs-Gesellschaft (DEBG), einer Tochter der Firma Vering & Waechter auf ihre neu gegründete Tochtergesellschaft Lothringische Eisenbahn-AG übertragen wurde.

Diese war am 10. Oktober 1904 als Zweigstrecke der dampfbetriebenen Nebenbahn Diedenhofen–Mondorf von der Vorstadt Sankt Franz in die Stadtmitte eröffnet und am 22. Dezember 1906 auf das rechte Moselufer zum Hauptbahnhof Diedenhofen und weiter nach Niederjeutz (Basse Yutz) verlängert worden. Sie wurde 1912 elektrifiziert.
- die ebenfalls elektrifizierte Fentschtalbahn; diese ergänzte die seit 1882 im Tal verlaufende Eisenbahnstrecke Diedenhofen–Algringen und bot ganztägig einen Vierte|lstundentakt an.

Diese 17,7 Kilometer lange Vorortbahn folgte – meist auf den öffentlichen Straßen – dem Fenschtal aufwärts, in dem zahlreiche Erzbergwerke arbeiteten. Sie führte nach Florange (Flörschingen), wo sich Betriebsleitung und Bahndepot befanden, weiter über Hayange (Hayingen), Knutange (Kneuttingen) und Nilvange (Nilvingen) bis nach Algrange (Algringen).
Außerdem gab es zu abseits gelegenen Ortschaften zwei Stichbahnen:
- von Florange Abzweigung nach Fameck (2,7 Kilometer) und
- von Knutange nach Fontoy (Fentsch) (4,4 Kilometer).

Am 4. Februar 1914 (oder später?) kam noch die etwa zwei Kilometer lange Zweigbahn von Hayange nach Neufchef hinzu.
Für den Personenverkehr standen 28 Triebwagen und 14 Beiwagen deutscher Bauart zur Verfügung. Mit Beginn des Ersten Weltkrieges wurde der Bahnbetrieb für einige Wochen eingestellt, dann aber in eingeschränktem Umfang wieder aufgenommen.

## Nach dem Ersten Weltkrieg
Nach dem Ersten Weltkrieg wurde Lothringen wieder französisches Staatsgebiet. Nach einer vorübergehenden Zwangsverwaltung übernahm die Société d’Electricité et de Gaz de la Basse Moselle die Betriebsführung.
Zwar verstärkte sie den Wagenpark und beförderte noch im Jahr 1932 rund 6.800.000 Reisende. Aber wegen der eingleisigen Streckenführung und des schlechten Zustands der Straßen musste entschieden werden, die Bahn gründlich zu erneuern oder stillzulegen.
Bereits am 22. September 1935 gab man die Stadtlinie Diedenhofen auf. Die übrigen Strecken der Fentschtalbahn konnten sich – vermutlich auch wegen des Zweiten Weltkriegs – noch bis zum Jahr 1953 halten.